# Ilaria Graziano
Ilaria Graziano (Napoli, ...) è una cantautrice e musicista italiana.
Nata e cresciuta a Napoli, nipote di una cantante lirica (Maria Parise), cresciuta in una famiglia di cultori di musica, dai 6 ai 14 anni studia il violino, la sua passione segreta è fin da subito il canto che comincia ad esercitare all’età di 15 anni.
Ha vissuto a Londra lavorando con la musica tra Tokyo e New York con la compositrice giapponese Yoko Kanno per film in animazione distribuiti in tutto il mondo tra cui “Ghost in the Shell: Stand Alone Complex” e “Cowboy Bebop”. Ritornata in Italia si trasferisce a Roma dove nel 2012 inizia il suo progetto con Francesco Forni che porterà alla pubblicazione di tre album seguiti da diversi tour in tutta Europa e in Canada. Ha duettato con Marianne Faithfull per la colonna sonora del film The Girl from Nagasaki, (Michel Comte), ha collaborato con Max Gazzè per il concerto “The dark side of the moon” tenutosi all’Anfiteatro di Pompei per il 50º anniversario del live dei Pink Floyd. Continua a collaborare con la compositrice Yoko Kanno come in occasione del concerto per il Montreux Jazz Festival (2024), tenutosi alla Pia Arena di Yokohama.  Il suo percorso musicale si intreccia anche con le colonne sonore - Il miracolo (Niccolò Ammanniti), L’arte della felicità, Gatta Cenerentola e Yaya e Lenny (Alessandro Rak).
Ha collaborato con Daniele Silvestri, Roy Paci, Gnut, Sandro Joyeux, Collettivo del pane, Edoardo Pesce, Roberto Angelini, Pier Cortese, Speaker Cenzou, Almukawama, Zion Train, Zulù.

## Discografia parziale
- Napple Tale Illustrated Guide to the Monsters / Yoko Kanno (2000 – voce)
- FLUX / DJ Miele (2002 – voce)
- Wolf's Rain Original Soundtrack Vol. 1 / Yoko Kanno (2003 – voce)
- Ghost in the Shell: Stand Alone Complex OST / Yoko Kanno (2003 – voce)
- Ghost in the Shell: Stand Alone Complex OST 2 / Yoko Kanno (2004 – voce)
- Ghost in the Shell: Stand Alone Complex OST + / Yoko Kanno (2004 – voce)
- Wolf's Rain Original Soundtrack Vol. 2 / Yoko Kanno (2004 – voce)
- Cowboy Bebop Tank! THE! BEST! / Yoko Kanno (2004 – voce)
- Ghost in the Shell: Stand Alone Complex OST 3 / Yoko Kanno (2005 – voce)
- Ashurajou no Hitomi O.S.T. / Yoko Kanno (2005 – voce)
- Ghost in the Shell: S.A.C. Solid State Society OST / Yoko Kanno (2006 – voce)
- Yoko Kanno produce Cyber Bicci / Yoko Kanno (2011 – voce) accreditata come ILA
- From Bedlam to Lenane / Ilaria Graziano & Francesco Forni (2012 – voce)
- Come 2 Me / Ilaria Graziano & Francesco Forni (2013 – voce)